# Slag bij Soissons (718)
De Slag bij Soissons (718) was de laatste grote veldslag van de Frankische Burgeroorlog die uitbrak tussen de opvolgers van Pepijn van Herstal.
Na Pepijns dood in december 714 begon de oorlog over de opvolging tussen zijn kleinzoon en opvolger Theudoald, zijn weduwe Plectrudis, zijn bastaardzoon Karel Martel, zijn opvolger als hofmeier in Neustrië Raganfrid en de nieuwe koning Chilperik II. Raganfrid en Chilperik kenden aanvankelijk veel succes, terwijl Plectrudis en Theudoald al snel van het strijdtoneel verdwenen. Karel Martel wist echter de oorlog in zijn voordeel te keren en dwong zijn tegenstanders zich over te geven.
Na hun nederlaag in de Slag bij Vincy gingen Chilperik en Raganfrid een verbond aan met Odo van Aquitanië, de hertog van Aquitanië, en trokken richting Soissons. Karel had dit echter verwacht en wachtte hen op met een ervaren leger, waarvan velen hem nog lang zouden dienen. Karels leger versloeg zijn tegenstanders makkelijk, waarna ze zich overgaven en Karel Martel de feitelijke machthebber van heel het Frankische Rijk werd.

## Referentie
- C. Oman, The Dark Ages 476-918, Rivingtons: Londen, 1914, p. 267.